# Музей келецкой деревни
Музей келецкой деревни (пол.  Muzeum Wsi Kieleckiej) — музей под открытым небом, находящийся в городе Кельце, Польша. Музей располагается по адресу улица Иоанна Павла II, 6. Зарегистрирован в Государственном реестре музеев. Музей сохраняет, собирает предметы материальной народной культуры Свентокшиского воеводства, распространяя информацию о народных обычаях и проводя различные этнографические мероприятия.

## История
Музей был основан 21 августа 1976 года по решению келецкого воеводы и был открыт для посещения 1 января 1977 года.
В настоящее время на территории этнографического парка ежегодно организуются фольклорные мероприятия «Wytopki Ołowiu», «Świętokrzyski Jarmark Agroturystyczny», «Święto Chleba», «Hubertus Świętokrzyski».

## Экспозиция
Музей состоит из нескольких филиалов:
- Усадьба Лащиков, в которой находятся музейная экспозиция и администрация музея;
- Этнографический парк в Токарни в городе Хенцины;
- Крестьянское хозяйство семьи Черникевич в Бодзентыне;
- Некрополь в Михнёве.

Под управлением музея также находятся каменная мельница в селе Шваршовице, крестьянский дом в селе Каконин и мельница в селе Пяск.
Основным филиалом считается музей под этнографический парк в селе Токарни, расположенный при дороге № 7 из города Кельце в сторону Кракова. Основная часть этнографического парка сельские жилища и сельскохозяйственные помещения периода XIX — начала XX века. Площадь парка составляет 65 гектаров. На 2006 года в парке было размещено 30 различных объектов. Во всех объектах находятся предметы сельского материального быта и производства. В конце 2013 года на территории этнографического парка планируется разместить около 80 объектов.

## Галерея

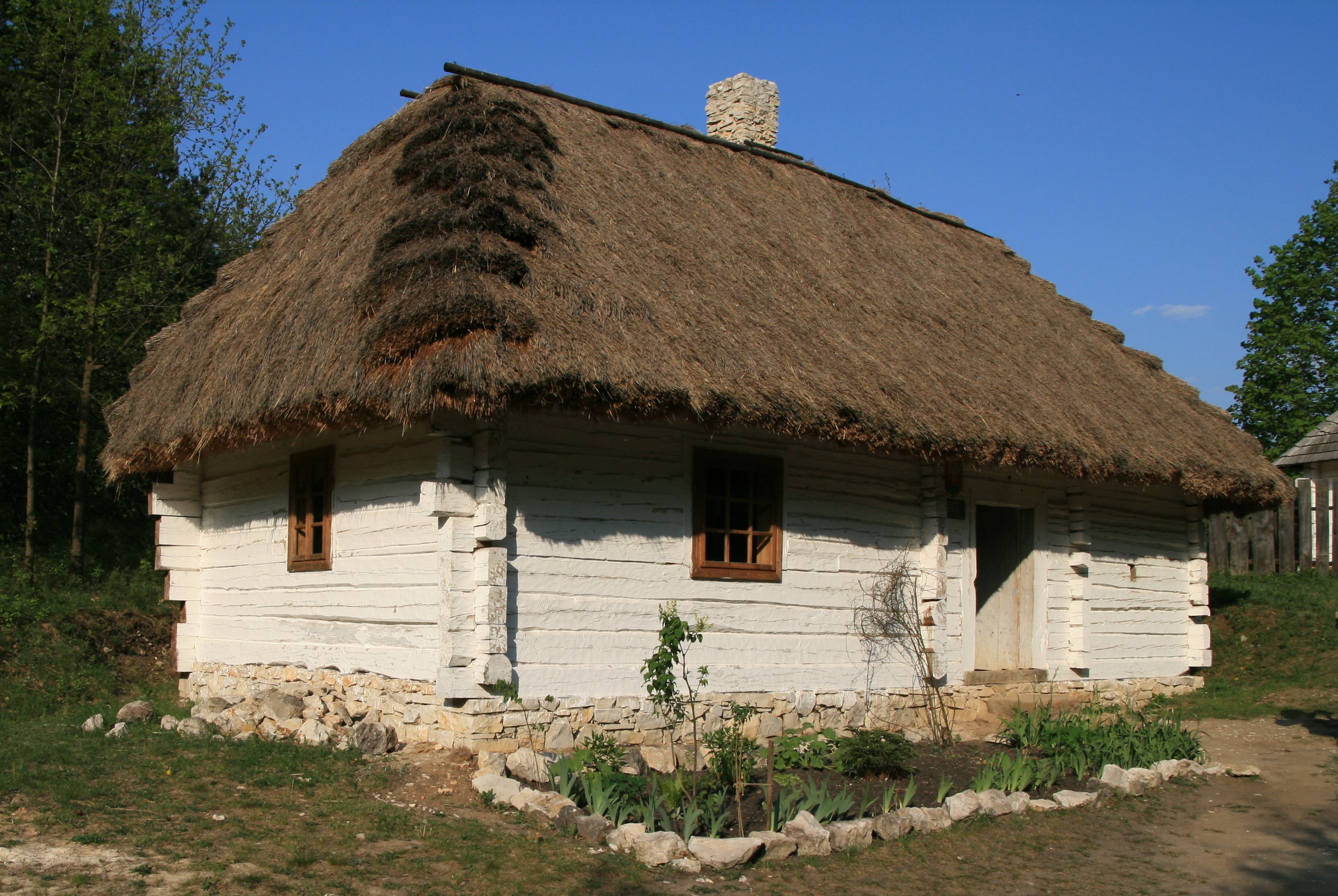
Крестьянская изба
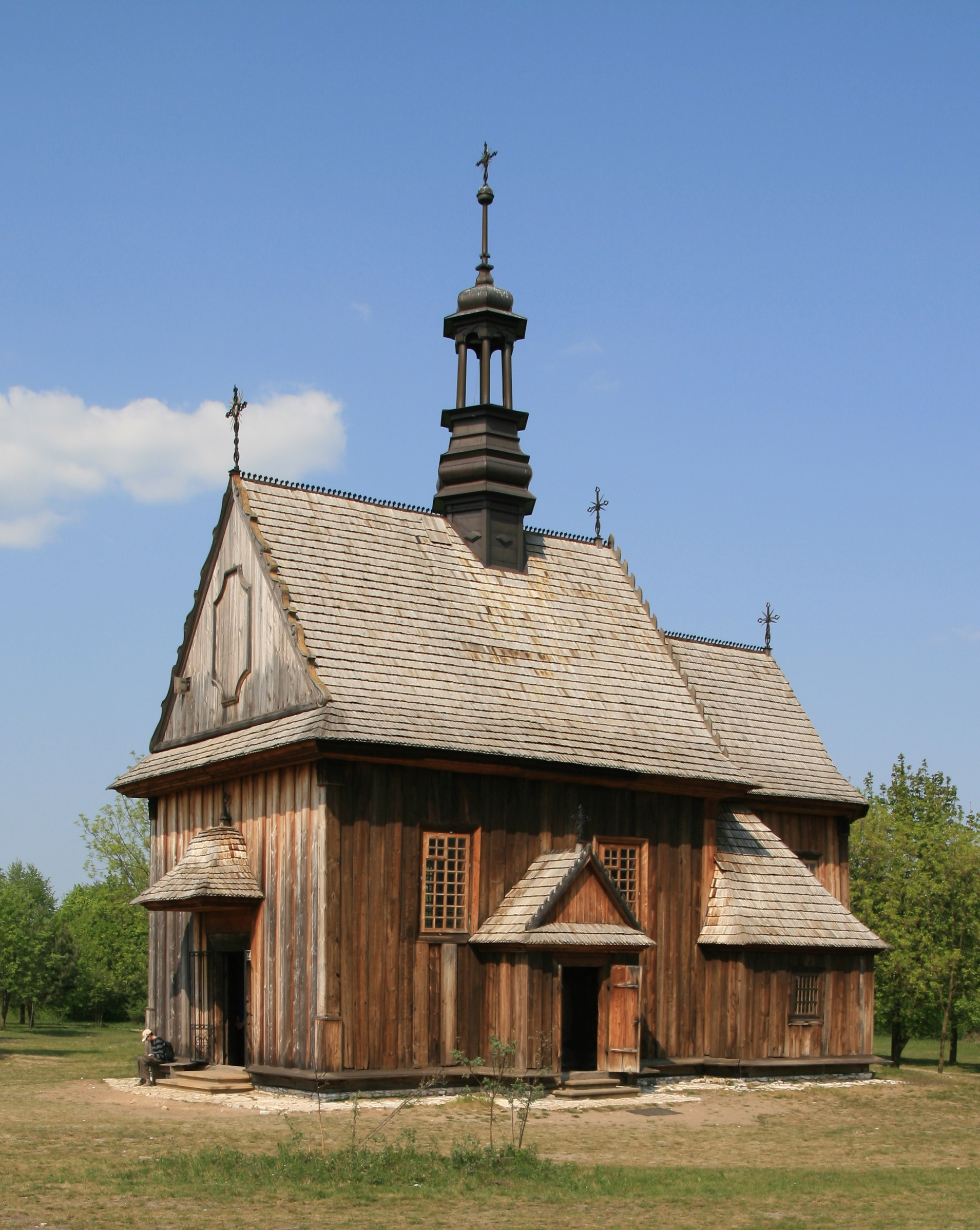
Деревянная церковь
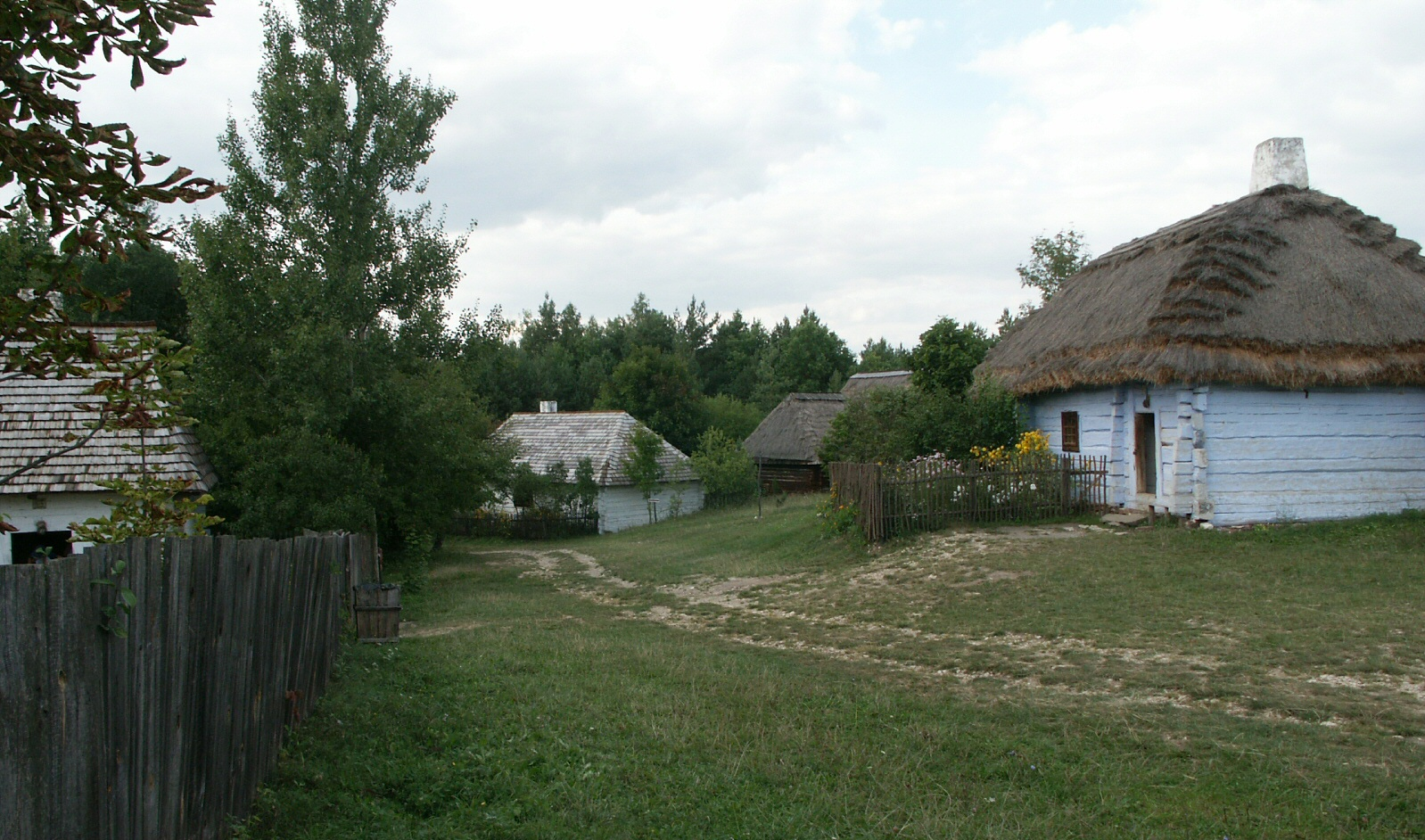
Этнографический парк
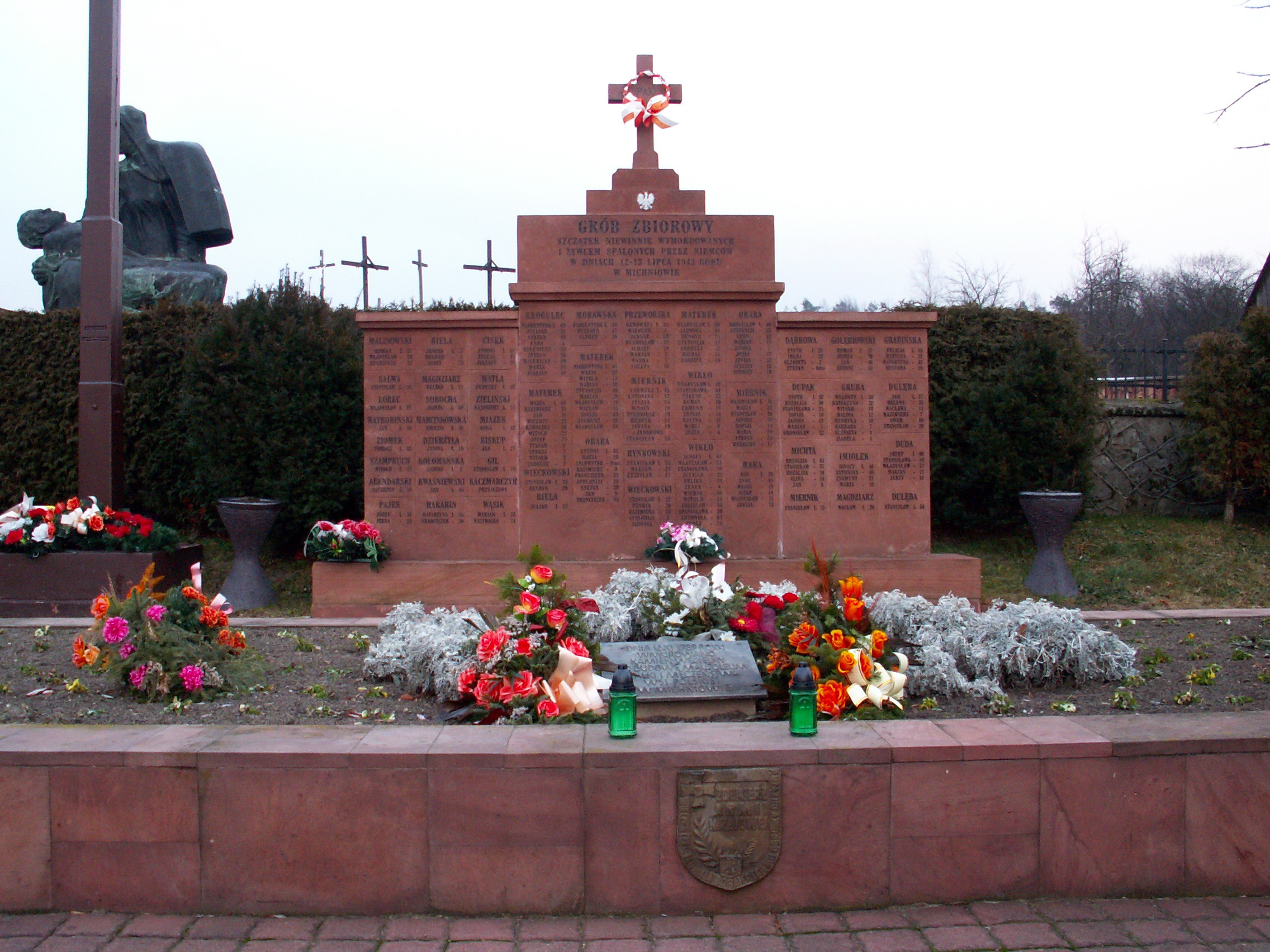
Некрополь в Михнёве
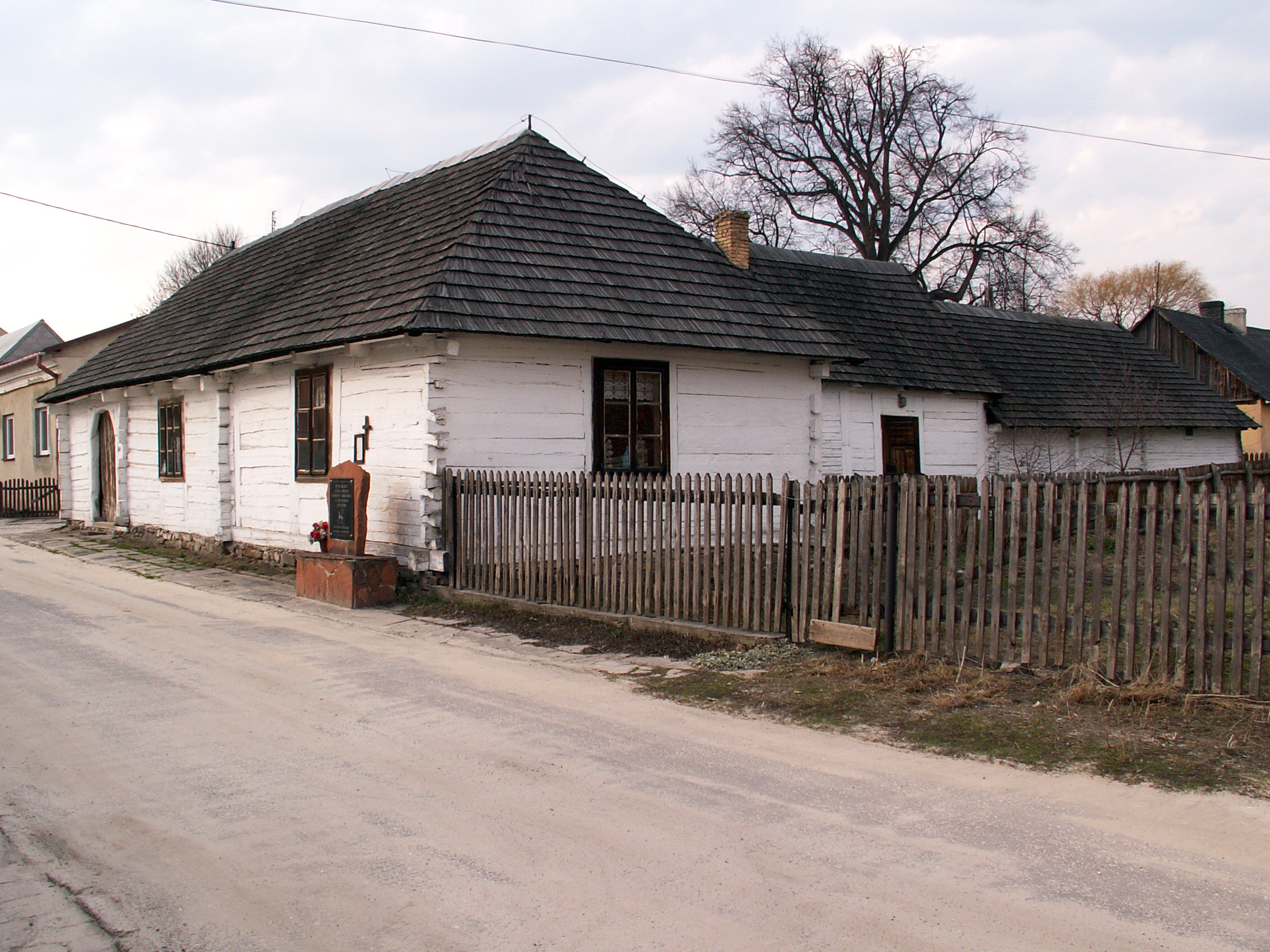
Крестьянское хозяйство в Бодзентыне